# Broch w Gurness

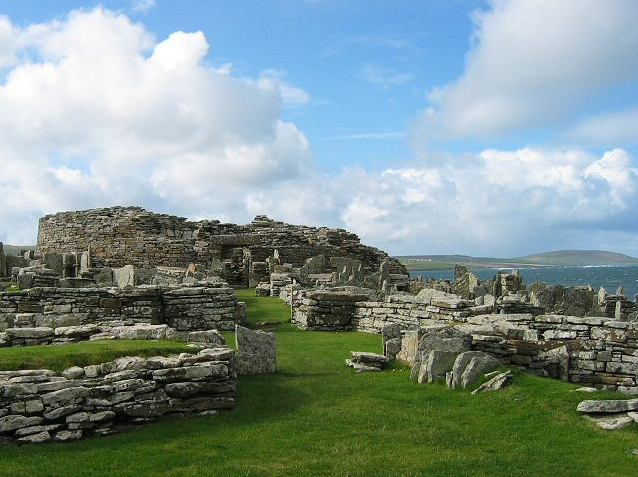
Broch w Gurness

Broch w Gurness – pozostałości osady z epoki żelaza, z centralnie położoną kamienną wieżą typu broch, położone w Szkocji, na wyspie Mainland nad cieśniną Eynhallow Sound. Ruiny wieży wznoszą się obecnie na wysokość ok. 12 stóp i są otoczone pozostałościami niższych, kamiennych budowli. Na szczyt wieży wiodły kamienne schody.